# 北九州市立曽根中学校
北九州市立曽根中学校（きたきゅうしゅうしりつ そね ちゅうがっこう）は、福岡県北九州市小倉南区中曽根にある公立中学校。

## 沿革
- 1947年4月 小倉市立第七中学校として創立。
- 1951年4月 小倉市立曽根中学校と改称。
- 1963年2月10日 北九州市立曽根中学校と改称。
- 1974年4月 北九州市立沼中学校を分離。
- 1979年4月 北九州市立南曽根中学校を分離。
- 1986年4月 北九州市立田原中学校を分離。

## 部活動
- 柔道部
  - 第14回全国中学校柔道大会男子団体戦優勝(1983年)、第46回大会準優勝(2015年)、第48回大会準優勝(2017年)。
  - 第42回九州中学校柔道競技大会男子団体準優勝。

## 著名な出身者
- 木原丈裕（元バレーボール選手） - 元全日本代表、元サントリーサンバーズ
- 堤時貞（柔道選手）
- 小西誠志郎（柔道選手）
- 友清光（柔道選手）
- 徳持英隼（柔道選手）
- 吉本実憂（女優・モデル）

## 交通
- 西鉄バス北九州曽根中学校前バス停からすぐ

## 周辺
- 福岡県立小倉東高等学校
- 北九州市立田原中学校
- 北九州市立曽根小学校
- 文化記念公園